# Canal d'Apeldoorn
Le canal d’Apeldoorn (en néerlandais : Apeldoorns Kanaal) est un canal néerlandais, situé dans le Gueldre.

## Géographie
Le canal d’Apeldoorn se présente comme une branche de l’IJssel : il s’en détache près de Hattem, au nord, il passe à Epe, Apeldoorn et Ermelo, pour rejoindre l'IJssel à Dieren. Sa longueur est de 52 kilomètres.
De nos jours, le canal n'est accessible ni au transport fluvial ni à la plaisance (sauf petites embarcations), les ponts ne s'ouvrent plus, les écluses ne sont plus en fonction, et à plusieurs endroits des constructions ont été établies par-dessus la rivière.

## Histoire
Le canal a été creusé afin de promouvoir et de stimuler le commerce et l'industrie à Apeldoorn, jusque-là dépourvu de liaison fluviale. En plus, il pouvait servir comme itinéraire alternative à l'IJssel, dont le débit est parfois important.
La construction de la partie septentrionale entre Hattem et Apeldoorn a débuté en 1825 et achevé en 1829. Le coût de 300 000 florins fut essentiellement supporté par le roi Guillaume Ier. La partie méridionale entre Apeldoorn et Dieren ne fut réalisée qu'à partir de 1858 et achevée en 1868. L'écluse à trois niveaux qui assurait la connexion avec l'IJssel était unique pour l'époque.
Après l'essor des transports ferroviaires et routiers, l'importance du canal a rapidement diminué. La partie septentrionale fut fermée en 1962. Étonnamment, il a été décidé d'élargir et renover la partie méridionale, et les travaux dans ce sens ont été commencés. Toutefois, le projet ne s'avérant pas rentable, cette partie fut définitivement fermée en 1972.

## Source
- (nl) Cet article est partiellement ou en totalité issu de l’article de Wikipédia en néerlandais intitulé « Apeldoorns kanaal » (voir la liste des auteurs).